# Sandro Rosati
Sandro Rosati (Roma, 7 marzo 1958) è un ex judoka italiano.

## Biografia
Nato a Roma nel 1958, gareggiava nella classe di peso dei 65 kg.
Nel 1983 ha vinto l'argento ai Giochi del Mediterraneo di Casablanca, perdendo in finale contro il francese Thierry Rey. Nello stesso anno è stato bronzo mondiale a Mosca.
A 26 anni ha partecipato ai Giochi olimpici di Los Angeles 1984, perdendo in semifinale contro il sudcoreano Hwang Jung-oh, poi argento e venendo poi sconfitto anche nella finale per una delle due medaglie di bronzo, dall'austriaco Josef Reiter. 
Dopo il ritiro è diventato allenatore, guidando anche la nazionale femminile italiana.

## Palmarès

### Campionati mondiali
- 1 medaglia:
  - 1 bronzo (65 kg a Mosca 1983)

### Giochi del Mediterraneo
- 1 medaglia:
  - 1 argento (65 kg a Casablanca 1983)